# Capela do Santo Cristo de Carviçais
A Capela de Santo Cristo localiza-se na Praça da Igreja, junto à Igreja Matriz, na freguesia de Carviçais, no Município de Torre de Moncorvo, Distrito de Bragança, em Portugal.

## História
Foi edificada em 1743 para substituir a anterior, sob a invocação de São Bartolomeu, demolida em 1740.

## Características
Em estilo barroco joanino, no seu interior destacam-se três altares com as imagens de Nosso Senhor Crucificado, Nosso Senhor da Cana Verde e Nosso Senhor dos Passos.